# Cerkiew Zaśnięcia Najświętszej Maryi Panny w Dubinach
Cerkiew pod wezwaniem Zaśnięcia Przenajświętszej Bogurodzicy – prawosławna cerkiew parafialna w Dubinach. Należy do dekanatu Hajnówka diecezji warszawsko-bielskiej Polskiego Autokefalicznego Kościoła Prawosławnego.
Cerkiew znajduje się przy ulicy Szkolnej.

## Historia
Świątynia powstała na placu otrzymanym od właściciela majątku dubińskiego – Klimańskiego w 1872 na miejscu starej, zbudowanej w XVIII stuleciu, która została przeniesiona do Rogacz. Kamień węgielny został wmurowany 15 sierpnia 1867, zaś poświęcenie cerkwi miało miejsce 23 listopada 1872. Ikonostas wykonany z drewna dębowego, został ufundowany przez proboszcza Parteniusza Bazylewskiego. W 1900 świątynia została ogrodzona parkanem z kamienia. Po II wojnie światowej cerkiew została bogato wyposażona w obramowanie ikon przez miejscowego artystę Michała Ochrymiuka.
Świątynia została wpisana do rejestru zabytków 9 grudnia 2011 pod nr A-369.

## Obchody święta Zaśnięcia Bogarodzicy w Dubinach

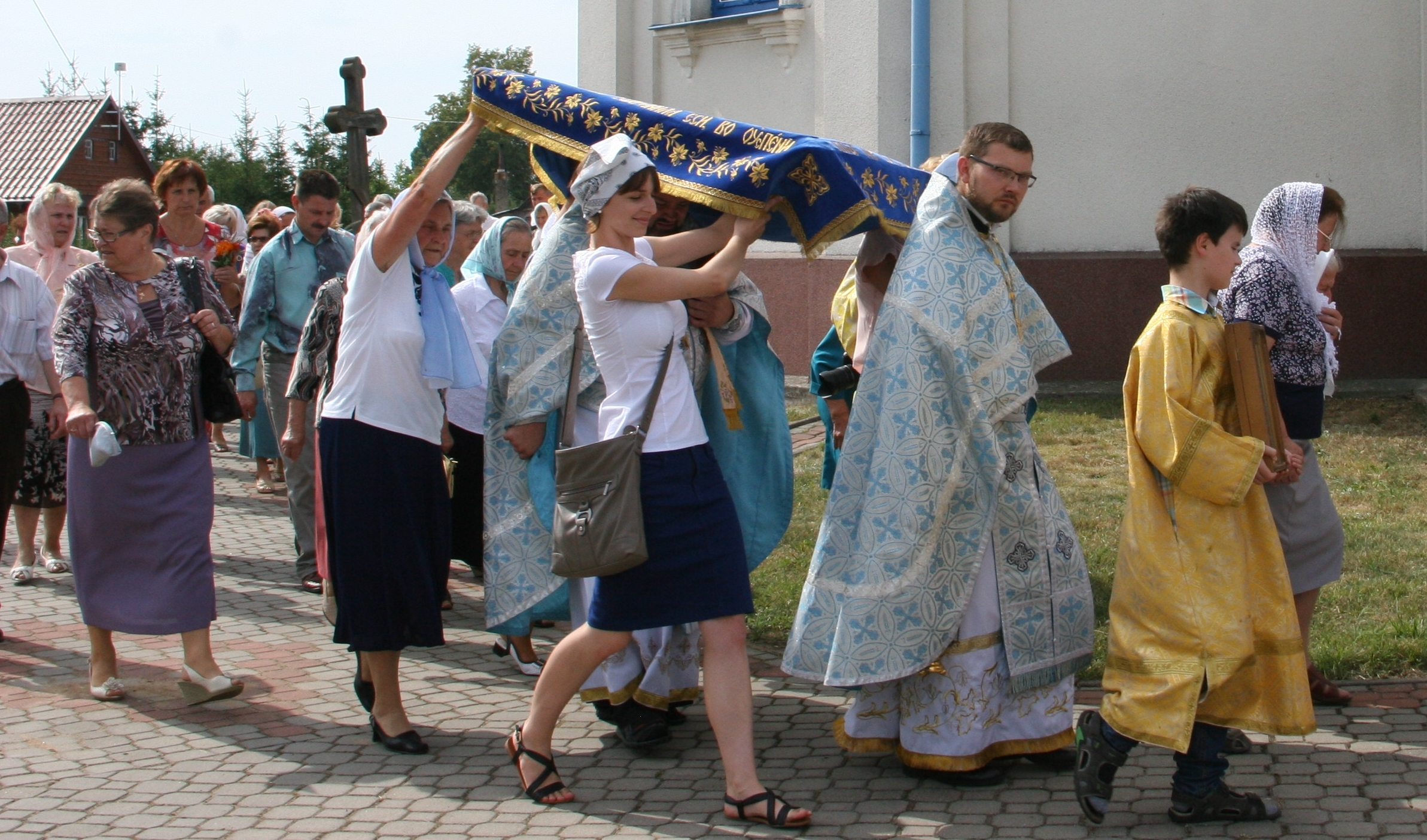
Obchody święta Zaśnięcia Bogurodzicy w Dubinach (2015)

W związku z wezwaniem cerkwi, w Dubinach szczególnie uroczyście obchodzone jest święto Zaśnięcia Bogurodzicy, które obrosło także lokalnymi zwyczajami takimi jak poświęcenie plonów i zbóż.

### Post
Święto poprzedza dwutygodniowy post. Zabrania się wtedy spożywać potraw mięsnych, nabiału i jajek, dopuszcza się jednak spożywanie ryb. Odwołując się do różnych źródeł post wygląda nieco inaczej. Według niektórych, ryby można spożywać we wszystkie dni tygodnia prócz piątku i środy, ze względu na wspomnienie zdrady Judasza i ukrzyżowania Chrystusa. Inne podają, że ścisły post obowiązuje także w poniedziałek, który jest dniem wspominania Aniołów.

### Wieczernia z Wyniesieniem Płaszczenicy
27 sierpnia w cerkwi odbywa się wieczernia, oraz dzień później Akafist Zaśnięcia Bogarodzicy i Świętej Liturgii 28 sierpnia. Podczas wieczerni ma miejsce procesja z wyniesieniem płaszczenicy – całunu nagrobnego Matki Boskiej. Dubińska tradycja różni się od ustawy jerozolimskiej, według której płaszczenicę wynosi się na początku jutrzni. Całun układany jest na przygotowanym wcześniej grobie Matki Boskiej na środku świątyni. Po ułożeniu płaszczenicy na miejscu, księża odczytują wersety pochwalne świadczące o zaśnięciu i odejściu Bogarodzicy oraz wyjaśniające sens obchodzenia święta na pamiątkę tego wydarzenia. Płaszczenica przekazywana jest następnie w ręce czterech kobiet, które wynoszą ją na zewnątrz świątyni. Tam odbywa się procesja wokół cerkwi, symbolizująca przejście zmarłej Bogarodzicy do miejsca pochówku. Rozpoczynają ją mężczyźni, niosący sztandary oraz proporce z wizerunkami świętych. W następnej kolejności znajdują się kobiety trzymające płaszczenicę, pod którą idzie proboszcz. Niesienie całunu przez kobiety nad głową proboszcza jest elementem lokalnej tradycji, wynikającej z praktycznego podejścia wiernych do elementów tradycji jerozolimskiej. W Jerozolimie bowiem podczas święta ikona ze środka płaszczenicy jest zdejmowana i niesiona w rękach przed patriarchę. W cerkwi dubińskiej proboszcz nie jest w stanie udźwignąć ciężkiego całunu w pojedynkę, w związku z czym płaszczenica trzymana jest nad jego głową przez kobiety. Ksiądz idący pod całunem zawsze niesie w rękach ewangelię. Procesję zamykają wierni. Wynoszeniu płaszczenicy przez cały czas trwania procesji towarzyszy bicie cerkiewnych dzwonów.
Po trzykrotnym obejściu świątyni procesja wraca do środka, gdzie ma miejsce dalsza część ceremonii: przechodzenie wiernych pod płaszczenicą. Według tradycji przechodzenie pod całunami, zarówno Bogarodzicy jak i Jezusa Chrystusa, spowodować ma otrzymanie przez przechodzących pod nimi ludzi bożych łask. Na koniec wieczernicy odbywa się adoracja całunu Najświętszej Bogarodzicy. Płaszczenica układana jest na grobie Matki Boskiej tak, by wierni mogli podejść i ucałować wizerunek Maryi. Odchodząc, zostają oni namaszczeni przez proboszcza poświęconym olejem. Sakrament namaszczenia olejem ma charakter uzdrawiający. Zgodnie z nauką Kościoła pomaga uzdrowić zarówno ciało, jak też umysł i duszę, dlatego może być udzielony każdemu, kto potrzebuje jego działania. W niektórych Kościołach prawosławnych istnieje praktyka udzielania przez biskupa sakramentu namaszczenia wszystkim obecnym na jutrzni i w Wielki Czwartek.

### Jutrznia
28 sierpnia w godzinach porannych odbywa się Akafist Zaśnięcia Bogarodzicy oraz święta Liturgia. Podczas liturgii tego dnia księża mogą, choć nie muszą, wygłosić kazanie dotyczące samego Zaśnięcia Bogarodzicy. Kazania mogą przyjmować także formę pouczenia, które mówi o wynikających ze święta wątkach moralnych, na przykład samej istocie śmierci i podleganiu jej przez człowieka. 
Podczas jutrzni ma miejsce kolejna z dubińskich tradycji lokalnych. W trakcie liturgii przed ołtarzem ustawiają się dwa rzędy starszych kobiet, trzymających w rękach zapalone gromnice. Jest to zwyczaj odbywający się podczas każdego z dwunastu wielkich świąt prawosławnych. Kobiety te bowiem własnoręcznie przygotowują owe gromnice, a ich zapalenie podczas świątecznej liturgii jest swego rodzaju szczególną modlitwą. 

### Poświęcenie plonów i ziół
Lokalną tradycją jest w Dubinach święcenie zbóż i ziół podczas jutrzni. Wierni przynoszą wtedy bukiety symbolizujące zebrane podczas lata plony. Na ziołowe wiązanki składają się różne rodzaje roślin, w zależności od tego, jakie w danym momencie dojrzewają i jakie zebrać mogą wierni. W bukietach znajdują się więc między innymi kłosy zbóż, kwiaty, zioła i warzywa. Podczas święcenia ziołowych bukietów księża odmawiają modlitwę, dzięki której przyniesione rośliny mają chronić ich właścicieli od zła. Jednym ze sposobów ich wykorzystania jest okadzanie, dzięki któremu dana osoba może się oczyścić i przystąpić do sakramentów spowiedzi i komunii świętej. Poświęcone bukiety, podobnie jak wielkanocne palmy, po upływie roku są spalane.